# چلیابنسک پایپ
چلیابنسک پایپ (روسی: Челябинский трубопрокатный завод, ЧТПЗ) شرکت لوله‌سازی روس است، که در سال ۱۹۴۲ تأسیس شد.